# Cable Bridge
Die Cable Bridge (offiziell Ed Hendler Bridge) ist eine Straßenbrücke über den Columbia River, die die zu den Tri-Cities gehörenden Städte Pasco und Kennewick im Bundesstaat Washington, USA verbindet.
Die 1978 eröffnete Schrägseilbrücke ersetzte die Pasco–Kennewick Bridge, eine 1922 gebaute Fachwerk-Auslegerbrücke, die 1990 abgerissen wurde.
Die Cable Bridge wurde nach Ed Hendler benannt, dem 2001 verstorbenen ehemaligen Bürgermeister von Pasco, der sich für ihren Bau eingesetzt hatte. Sie wird in der Fachliteratur häufig als Pasco Kennewick Bridge bezeichnet, ohne auf die ältere Fachwerk-Brücke einzugehen.

## Beschreibung
Die Brücke hat zwei Richtungsfahrbahnen mit je zwei Fahrstreifen und einem Gehweg an beiden Seiten. Sie ist einschließlich der Zufahrtsrampen insgesamt 758,34 m lang und überquert den Fluss mit einer lichten Höhe von 15 m.
Die Schrägseilbrücke mit zwei H-förmigen Pylonen und büschelförmiger Anordnung der Schrägseile hat eine Hauptöffnung mit einer Spannweite von 299,01 m und zwei Nebenöffnungen mit je 123,9 m Spannweite. Am nördlichen Ufer von Pasco endet die Brücke in einem 38,4 m langen Bauwerk aus Ortbeton, das ein Bahngleis und den Deichweg überquert. An dessen Widerlager ist der Festpunkt des nur an den Seilen aufgehängten durchlaufenden Brückendecks. Auf der Südseite schließen sich an die Nebenöffnung noch drei Felder mit je 45,11 m und ein Feld mit 37,8 m Länge an.
Das 24,33 m breite Brückendeck besteht im Bereich der eigentlichen Schrägseilbrücke aus einer 20 cm starken Betonplatte, die durch außen angeordnete dreieckige Beton-Hohlkästen und in Abständen von 2,51 m durch Querträger gestützt wird. Im Bereich der Rampenbrücken wurde durch einen zusätzlichen Untergurt und zwei innere Längsträger ein mehrzelliger Hohlkasten gebildet. Das Brückendeck hat eine gleichbleibende Bauhöhe von 2,13 m.
Die 72,9 m hohen Pylone mit sich nach oben etwas verjüngenden Stahlbeton-Stielen sind durch eine Spannbeton-Querstrebe knapp unterhalb ihrer Spitzen versteift. An den Pylonspitzen sind die insgesamt 144 Schrägseile befestigt, die aus Paralleldrahtbündeln gefertigt wurden und in Abständen von 8,23 m an den äußeren Rändern des Brückendecks verankert sind.
Das Brückendeck im überspannten Bereich wurde aus 270 t schweren Fertigteilen gebaut, die die volle Breite des Decks und eine Länge von 8,23 m entsprechend den Abständen der Schrägseile hatten. Die Rampenbrücken wurden aus Ortbeton gebaut. Auf dem Beton wurde eine Dichtung und ein 5 cm starker Asphalt-Fahrbahnbelag aufgebracht – entgegen der amerikanischen Gepflogenheit, direkt auf dem Beton zu fahren.

## Geschichte
Arvid Grant, ein örtliches Ingenieurbüro, hatte 1971 Fritz Leonhardt um Beratung bei der Planung der Brücke gebeten. Man untersuchte verschiedene Varianten von Durchlaufträgern und eine Schrägseilbrücke aus Spannbeton. Der Bauherr entschied sich 1973 für die Schrägseilbrücke, da sie die geringste Zahl von Pfeilern im tiefen Wasser und wegen ihrer geringen Bauhöhe das geringste Gefälle der Fahrbahnen hatte. Außerdem wurde Beton wegen der damals an der Westküste der USA stark schwankenden Stahlpreise und den geringeren Unterhaltskosten bevorzugt und ästhetische Überlegungen sprachen für die Schrägseilbrücke.
Ende 1974 hatte Holger Svensson, ein Mitarbeiter von Fritz Leonhardt, die detaillierte Ausführungsplanung fertiggestellt entsprechend den amerikanischen Gepflogenheiten, nur vollständig durchgeplante Bauwerke auszuschreiben. Dabei mussten viele Berechnungen von Hand erledigt werden, da die damaligen Computerprogramme noch nicht so weit entwickelt waren.
Es folgten die Ausschreibung und die Vergabe an Peter Kiewit Sons’ Co., die die Brücke bis September 1978 errichteten. Sie war die erste Schrägseilbrücke der USA und damals die längste Schrägseilbrücke mit einem Betondeck.